# André Durand (Lithograf)

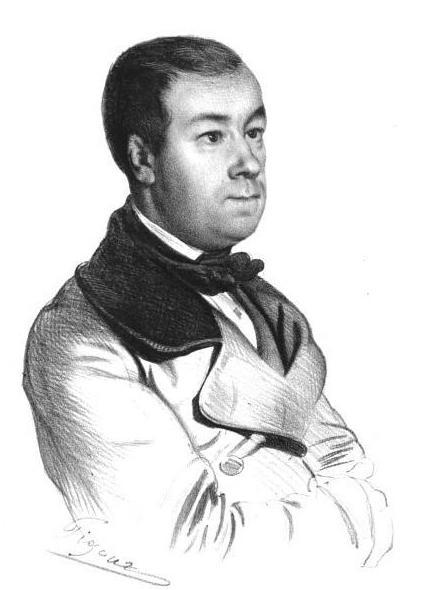
Durand (1841)

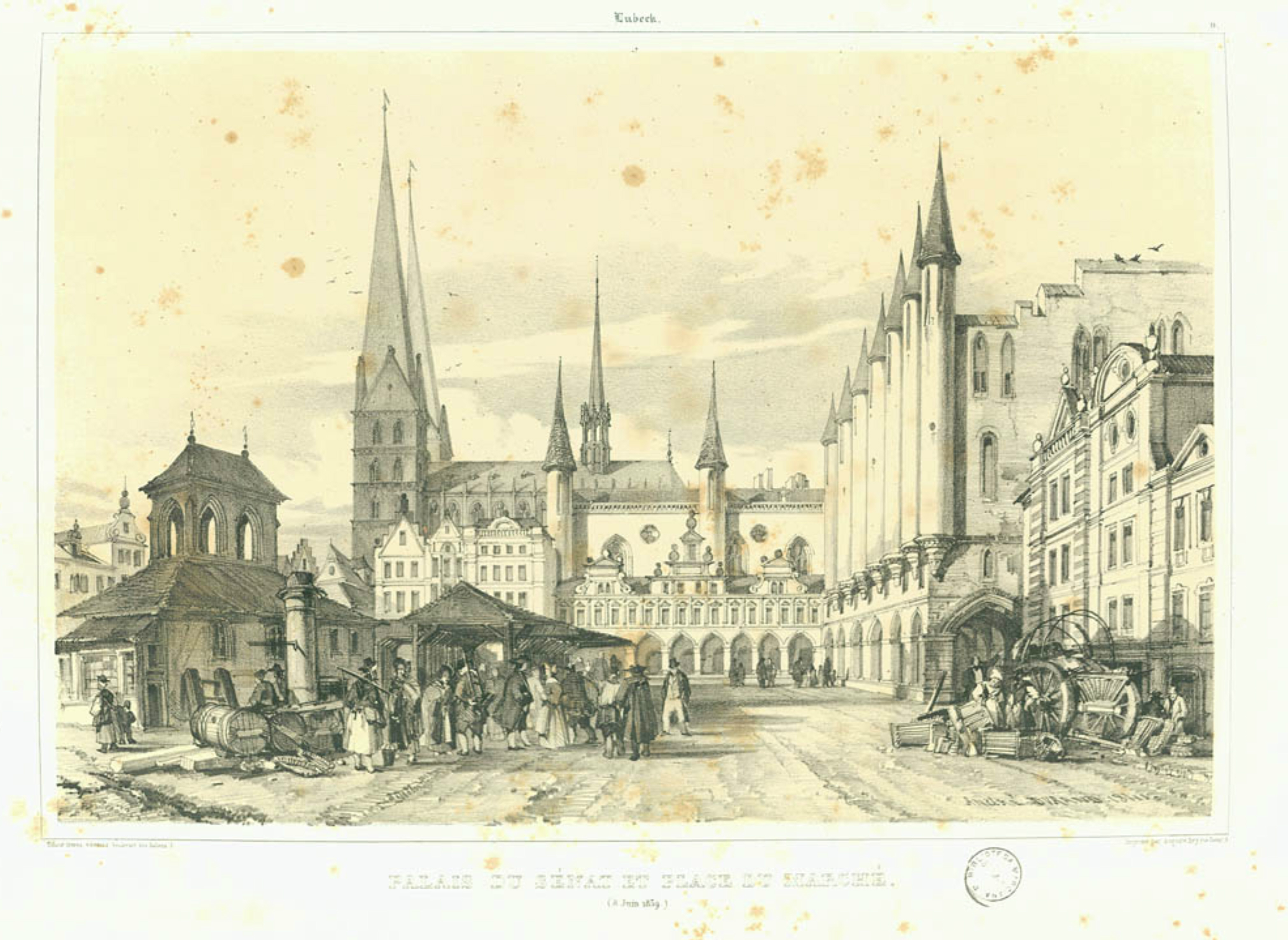
Lübeck: Rathaus und Markt (1839)

André Durand (* 5. Mai 1807 in Amfreville-la-Mi-Voie im Département Seine-Inférieure; † 10. August 1867 in Paris) war ein französischer Maler, Zeichner und Lithograf des 19. Jahrhunderts.

## Leben
Durand besuchte die Kunstschule Rouen und wurde dort Schüler von Eustache-Hyacinthe Langlois (1777–1837). Er spezialisierte sich auf Zeichnungen und Lithografien alter Baudenkmäler, die er in der Zeit von 1833 bis 1864 wiederholt im Pariser Salon zeigte. Im Auftrage des in Paris und Florenz lebenden russischen Großindustriellen und Mäzens Anatole Demidoff di San Donato bereiste er 1839 Russland und fertigte dort 100 Lithografien für dessen in Paris erschienenes Werk Voyage pittoresque et archéologique en Russie (1840). Auf dem Wege nach Russland kam Durand durch Norddeutschland und fertigte phantasievolle Ansichten der Hansestädte Hamburg und Lübeck sowie weiterer Orte an seiner Reiseroute. Die Staffagefiguren in den Bildern seiner Reise wurden nach seiner Heimkehr von Auguste Raffet (1804–1860) ergänzt. Um 1850 arbeitete er erneut für Demidoff. Zunächst fertigte er Aufnahmen von Denkmalen in Belgien, später Ansichten von Demidoffs zweitem Lebensmittelpunkt Florenz und der umgebenden Toskana. Als Mitglied des französischen Komitees historischer Altertümer verfasste er Schriften und Aufsätze zu diesem Themenkreis.

## Werke
Illustrationen

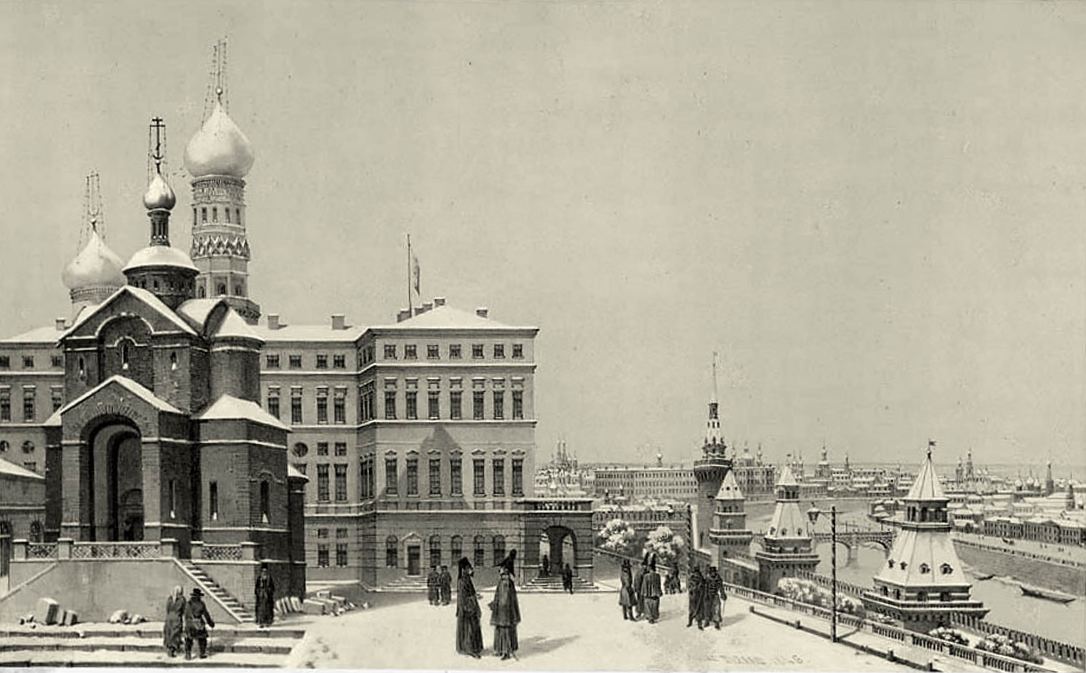
Moskau 1839

- Anatolīĭ Demidov (principe di San Donato), André Durand, Denis Auguste Marie Raffet: Voyage pittoresque et archéologique en Russie par le Hâvre, Hambourg, Lubeck, Saint-Petersbourg, Moscou, Nijni-Novgorod, Yaroslaw et Kasan, exécutée en 1839 sous la direction de M. Anatole de Démidoff. Paris, Gihaut frères, (1840–1848)[2]
- La Toscane. Album Pittoresque et archéologique. Stiche André Durand, Text von A. De Sainson, Druck bei Parigi da Lemercier, (1862–1863)[3]

Schriften
- Notice archéologique et historique sur la conservation de la Tour Saint-Jacques-la-Boucherie à Paris: adressée au Comité de la langue, de l’histoire et des arts de la France, institué au Ministère de l'instruction publique et des cultes. D. Brière, 1858
- Notice historique sur la conservation de l'ancienne Eglise de Saint-Laurent à Rouen, et l’utilité d’approprier ce monument comme annexe au Musée des Antiquités du département, adressée à la commission des Antiquités de la Seine-inférieure. Août 1860. E. Brière, 1860